# Франьо Шоят
Франьо Шоят (хорв. Franjo Šojat, 4 січня 1900, Йосипдол — 3 грудня 2001, Загреб) — югославський хорватський футболіст, півзахисник.

## Біографія
Народився 4 січня 1900 року у Йосипдолі, Австро-Угорщина. Грав за загребський ХАШК, з яким виграв чемпіонат Загребської футбольної асоціації у сезоні 1921/22.
За національну збірну Югославії дебютував 8 червня 1922 року у матчі, який відбувся у Белграді проти Румунії в рамках Кубка Короля Олександра. Згодом того ж року зіграв ще у двох товариських іграх збірної — проти Чехословаччини (4:3) і Польщі (1:3) у Загребі.
Помер 3 грудня 2001 року у Загребі.